# Campeonato de Primera División 1921 de la AAmF (Argentina)
El Campeonato de Primera División 1921 de la AAmF fue el trigésimo sexto torneo de la Primera División del fútbol argentino. Se desarrolló desde el 3 de abril hasta el 8 de enero de 1922, en dos rondas de todos contra todos. 
El Racing Club se consagró campeón por octava vez en su historia, obteniendo el 87% de los puntos.

## Ascensos y descensos
| Pos | Equipo ascendido |
| --- | ---------------- |
| 1º  | General Mitre    |

| Equipos descendidos en la temporada 1920 |
| ---------------------------------------- |
| No hubo                                  |

| Equipo incorporado |
| ------------------ |
| Banfield           |

De este modo, el número de equipos participantes aumentó a 21.

## Tabla de posiciones final
| Pos | Equipo                  | Pts | PJ | G  | E  | P  | GF | GC | DIF |
| --- | ----------------------- | --- | -- | -- | -- | -- | -- | -- | --- |
| 1º  | Racing Club             | 66  | 38 | 30 | 6  | 2  | 73 | 16 | 57  |
| 2º  | River Plate             | 54  | 38 | 25 | 4  | 9  | 69 | 30 | 39  |
| 3º  | Independiente           | 53  | 38 | 22 | 9  | 7  | 62 | 28 | 34  |
| 4º  | Gimnasia y Esgrima (LP) | 52  | 38 | 23 | 6  | 9  | 64 | 39 | 25  |
| 5º  | Defensores de Belgrano  | 48  | 38 | 20 | 8  | 10 | 42 | 28 | 14  |
| 6º  | San Lorenzo             | 47  | 38 | 20 | 7  | 11 | 47 | 25 | 22  |
| 7º  | Tigre                   | 43  | 38 | 15 | 13 | 10 | 61 | 53 | 8   |
| 8º  | Platense                | 42  | 38 | 16 | 10 | 12 | 63 | 38 | 25  |
| 9º  | Atlanta                 | 41  | 38 | 17 | 7  | 14 | 47 | 44 | 3   |
| 10º | Banfield                | 38  | 38 | 16 | 6  | 16 | 47 | 43 | 4   |
| 11º | Barracas Central        | 37  | 38 | 15 | 7  | 16 | 47 | 47 | 0   |
| 12º | Vélez Sarsfield         | 36  | 38 | 13 | 10 | 15 | 53 | 43 | 10  |
| 13º | Sportivo de Almagro     | 34  | 38 | 14 | 6  | 18 | 40 | 54 | -14 |
| 14º | Estudiantes (BA)        | 32  | 38 | 12 | 8  | 18 | 38 | 57 | -19 |
| 15º | Lanús                   | 28  | 38 | 10 | 8  | 20 | 33 | 60 | -27 |
| 16º | Sportivo Buenos Aires   | 27  | 38 | 8  | 11 | 19 | 38 | 62 | -24 |
| 17º | Quilmes                 | 25  | 38 | 8  | 9  | 21 | 43 | 65 | -22 |
| 18º | Estudiantil Porteño     | 24  | 38 | 9  | 6  | 23 | 38 | 58 | -20 |
| 19º | San Isidro              | 22  | 38 | 8  | 6  | 24 | 33 | 78 | -45 |
| 20º | Ferro Carril Oeste      | 11  | 38 | 2  | 7  | 29 | 22 | 92 | -70 |
| 21º | General Mitre           | 10  | 17 | 4  | 2  | 11 | 14 | 23 | -9  |

|  | Descensos anulados. |

## Desafiliación y ascenso
Durante la temporada se produjo la desafiliación de General Mitre. Con el ascenso de Palermo el número de equipos para el campeonato 1922 no varió.

## Goleadores
| Jugador              | Jugador           | Goles | Equipo          |
| -------------------- | ----------------- | ----- | --------------- |
| Bandera de Argentina | Albérico Zabaleta | 31    | Racing Club     |
| Bandera de Argentina | Oscar Castro      | 22    | Tigre           |
| Bandera de Argentina | Fausto Lucarelli  | 21    | River Plate     |
| Bandera de Argentina | Salvador Carreras | 19    | Vélez Sarsfield |
| Bandera de Argentina | Emilio Goin       | 19    | Platense        |